# 孟家院乡
孟家院乡，是中华人民共和国河北省承德市承德县下辖的一个乡镇级行政单位。

## 行政区划
孟家院乡下辖以下地区：
孟家院村、扁担沟村、毛杖子村、大房沟村、骆驼山沟村、小房沟村、骆驼山村、片石村、西山村、平台子村和三清观村。